# XXVIIe législature du royaume d'Italie

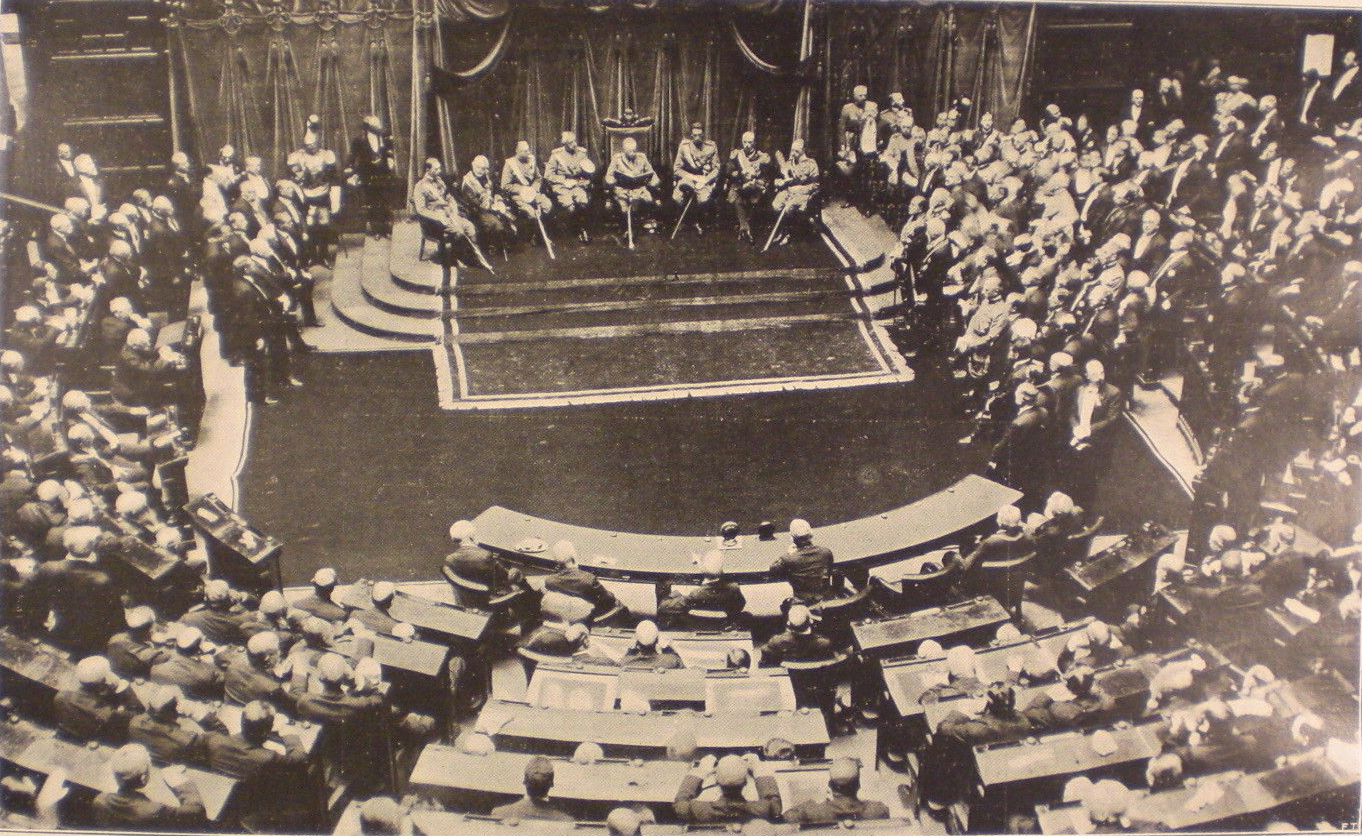
Inauguration de la XXVIIe législature du royaume d'Italie le 24 mai 1924.

La XXVIIe législature du royaume d'Italie (en italien : La XXVII Legislatura del Regno d'Italia) est la législature du royaume d'Italie qui a été ouverte le 24 mai 1924 et qui s'est fermée le 21 janvier 1929. 

## Gouvernement
- Gouvernement Mussolini
  - Du 30 octobre 1922 au 25 juillet 1943
  - Président du conseil des ministres : Benito Mussolini (PNF)

## Président de la chambre des députés
- Alfredo Rocco
  - Du 24 mai 1924 au 5 janvier 1925
- Antonio Casertano
  - Du 13 janvier 1925 au 25 janvier 1929

## Président du sénat
- Tommaso Tittoni
  - Du 24 mai 1924 au 21 janvier 1929